# Sarah Macneil
Sarah Macneil (* 1955 in Canberra) ist eine australische anglikanische Geistliche. Von 2014 bis 2018 amtierte sie als Bischöfin im Bistum Grafton der Anglican Church of Australia.

## Leben
Macneil arbeitete zunächst im diplomatischen Dienst. Nach ihrer Priesterweihe war sie unter anderem Dekanin von St Peter’s Cathedral in Adelaide (dean of Adelaide) sowie archdeacon im Bistum Canberra-Goulburn. Im Herbst 2013 wurde sie zur Bischöfin des Bistums Grafton gewählt und Anfang 2014 in ihr Amt eingeführt. Damit war sie die erste Diözesanbischöfin ihrer Kirche.
Im November 2017 gab Macneil bekannt, dass sie zum 3. März 2018 aus gesundheitlichen Gründen vom Bischofsamt zurücktreten werde.